# Мурованокуриловецкий район
Мурованокури́ловецкий райо́н (укр. Мурованокуриловецький район) — упразднённая административная единица на западе Винницкой области Украины. Административный центр — посёлок городского типа Мурованые Куриловцы.

## География
Площадь — 890 км² (17-е место среди районов).
Основные реки — Жван, Днестр, Лядова, Немия.

## История
10 сентября 1959 года к Мурованокуриловецкому району была присоединена часть территории упразднённого Копайгородского района. Упразднён 30 декабря 1962 года, восстановлен 8 декабря 1966 года.

## Демография
Население района составляет 26 580 человек (на 1 июня 2013 года), в том числе городское население 6029 человек (22,68 %), сельское — 20 551 человек (77,32 %).

## Административное устройство
Количество советов:
- городских — 0
- поселковых — 1
- сельских — 24

## Населённые пункты
Количество населённых пунктов:
- городов районного значения — 0
- посёлков городского типа — 1 (Мурованые Куриловцы)
- сёл — 51
- посёлков сельского типа — 8

Всего насчитывается 60 населённых пунктов.